# Kokoschkino (Moskau)
Kokoschkino (russisch Кокошкино) ist ein Stadtteil der russischen Hauptstadt Moskau mit 11.600 Einwohnern (Stand 14. Oktober 2010). Er befindet sich rund 30 km südwestlich des Moskauer Zentrums zwischen dem Flughafen Wnukowo und der Stadt Aprelewka.

## Geschichte

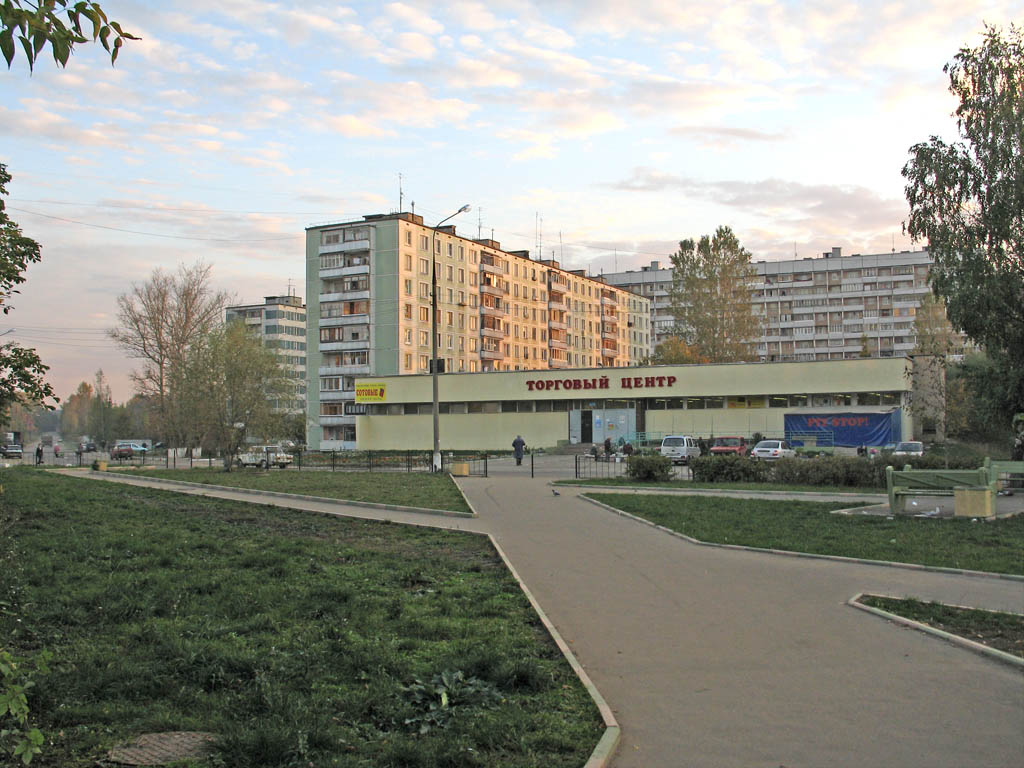
Wohnviertel in Kokoschkino

Die Siedlung entstand nahe dem gleichnamigen Landsitz, der vor der Oktoberrevolution 1917 dem Duma-Abgeordneten Fjodor Kokoschkin gehört hatte. Dieses Landgut ist heute nicht mehr erhalten.
1952 wurde mit dem Bau der heutigen Siedlung begonnen, die sowohl Sommerdatschen für Moskauer als auch moderne Wohnviertel für Arbeiter und Angestellte einiger Betriebe der benachbarten Orte beinhalten sollte. In den 1960er- und 1970er-Jahren kamen noch etliche weitere Wohnviertel hinzu. In den 1990er-Jahren wurde Kokoschkino Siedlung städtischen Typs. Kokoschkino gehörte zum Rajon Naro-Fominsk der Oblast Moskau und bildete ab der Verwaltungsreform 2005 eine gleichnamige Stadtgemeinde (gorodskoje posselenije).
Zum 1. Juli 2012 wurde die Stadtgemeinde Kokoschkino nach Moskau eingemeindet und in dessen neu geschaffenen Verwaltungsbezirk Nowomoskowski eingegliedert. Sie bildet seither eine der elf „Gemeinden“ (posselenije) des Verwaltungsbezirkes. Neben dem eigentlichen Kokoschkino gehören zur Gemeinde das Dorf Sanino und die beiden Weiler (chutor) Brjochowo und Nowobrjochowo. Die Gesamteinwohnerzahl der Gemeinde beträgt 11.880 (Stand 14. Oktober 2010).

### Bevölkerungsentwicklung
| Jahr | Einwohner |
| ---- | --------- |
| 1979 | 11.074    |
| 1989 | 10.694    |
| 2002 | 9.900     |
| 2010 | 11.600    |

Anmerkung: Volkszählungsdaten

## Infrastruktur
Da es in Kokoschkino praktisch keine Industrie gibt, gilt die Siedlung als ökologisch relativ sauber und ist daher als Wohn- und Sommererholungsort beliebt. Der Ort liegt zwischen den beiden Fernstraßen M1 und M3 sowie direkt an der Eisenbahnhauptstrecke Moskau–Brjansk–Kiew. An dieser hat Kokoschkino einen Haltepunkt mit regelmäßigen Nahverkehrszugverbindungen zum Kiewer Bahnhof in Moskau (Fahrtzeit rund 40 Minuten), aber auch beispielsweise nach Naro-Fominsk oder Kaluga.